# Das Leben ist ein Roman
Das Leben ist ein Roman (Originaltitel: La Vie est un roman) ist ein französischer Spielfilm von Alain Resnais aus dem Jahr 1983. Es handelt sich um eine Mischung aus Filmkomödie, Melodram, Märchenfilm und Singspiel.

## Handlung
Der reiche und exzentrische Graf Michel Forbek versammelt im Jahr 1914 eine Gesellschaft auf einem großen Areal in den Ardennen, wo er ein pompöses Schloss bauen will. Der Erste Weltkrieg verzögert jedoch die Bauarbeiten, sodass das Schloss fünf Jahre später noch immer nicht fertig ist. Dennoch lädt er seine wohlhabenden Freunde ein, mehrere Wochen auf dem Schloss zu verbringen, um an einem Experiment teilzunehmen. Auf der Suche nach Glück und neuer Harmonie, die durch den Krieg verloren ging, sollen sie durch das Experiment zu neuen Menschen werden. Durch einen geheimnisvollen Trank vergessen sie ihr altes Leben und kommen bei einer ominösen Zeremonie wieder zu Bewusstsein – gleich einer Wiedergeburt. Die schöne Livia trinkt den Cocktail jedoch nicht und tut lediglich so, als ob sie ebenfalls in den Zustand des Vergessens geraten sei. Der Graf wollte sie einst heiraten, doch entschied sie sich für einen anderen. Dieser kommt schließlich durch das Experiment ums Leben. Als Livia davon erfährt, macht sie dem Grafen schwere Vorwürfe und meint, dass sein obsessives Verständnis von Glück das falsche sei. Sie versucht vergeblich, die anderen Teilnehmer des Experiments aus ihrer Trance zu lösen.
Im Jahr 1982 ist das Schloss noch immer nicht fertig. Es dient inzwischen unter dem Namen „Institut Holberg“ als Einrichtung für Kindererziehung. Dort treffen sich verschiedenste Pädagogen sowie der italienische Architekt Walter Guarini und die US-amerikanische Anthropologin Nora Winkle zu einem Kolloquium, um über die besten Erziehungsmethoden zu debattieren. Im Vordergrund soll dabei das Glück und die Vorstellungskraft der Kinder stehen. Die junge Lehrerin Élisabeth Rousseau, die zum ersten Mal ein Seminar auf dem Schloss besucht, nimmt ihren Beruf sehr ernst und ist über das unkonventionelle und zum Teil kindische Verhalten ihrer Kollegen entsetzt. Als die Lehrer mit ihren unterschiedlichen Ansichten in Streit geraten, wird das Treffen vorzeitig beendet.
Die Kinder, die im Schloss wohnen, nehmen unterdessen in einer imaginären Welt an einem märchenhaften Abenteuer teil, bei dem ein königlicher Findling zum Mann heranreift, eine gefangene Prinzessin befreit, einen tyrannischen Herrscher besiegt und schließlich ein „Zeitalter der Liebe und des Glücks“ einleitet.

## Hintergrund
Der Film verwebt drei Geschichten aus unterschiedlichen Zeiten durch Montage ineinander. Die drei ineinandergreifenden Erzähl- und Realitätsebenen des Films zollen Tribut an drei Regisseure, die jeweils eine Ära der französischen Filmgeschichte geprägt hatten: Georges Méliès, der Erfinder des „narrativen Films“, Marcel L’Herbier, der zur Avantgarde des französischen Films der 1920er Jahre gehörte, und Éric Rohmer, der vor allem für seinen Filmzyklus Moralische Erzählungen (Contes Moraux) aus den 1960er Jahren bekannt ist. Für die Szenen von 1919, die im Dekor Expressionismus und Jugendstil miteinander verbinden, wurde Kodak-Film verwendet, der diesem Erzählstrang ein traumartiges Aussehen verleihen sollte. Im Gegensatz dazu wurde die Handlung von 1982 mit modernerem Fujifilm gedreht, um diese Szenen realistischer zu gestalten.
Vier der Darsteller – Sabine Azéma, Pierre Arditi, André Dussollier und Fanny Ardant – spielten auch in Resnais’ darauffolgenden Filmen Liebe bis in den Tod (1984) und Mélo (1987).
Am 20. April 1983 wurde Das Leben ist ein Roman in Frankreich uraufgeführt. Am 13. Januar 1984 lief der Film auch in den deutschen Kinos an.

## Kritiken
Das Lexikon des internationalen Films bezeichnete Das Leben ist ein Roman als „verspielte, formal originelle Komödie, die Melodram, Gesellschaftskritik, Märchen und Singspiel vermischt und die ernste Thematik durch die Heiterkeit des Erzähltons auflockert und überwindet“. Janet Maslin von der New York Times war der Auffassung, dass der Film „optisch ansprechend und gut besetzt“ sei, doch nur mit „verschiedenen, isolierten Gags und Bildern“ und nicht als „zusammenhängendes Ganzes“ im Gedächtnis hängen bleibe.
Craig Butler vom All Movie Guide zufolge sei „Resnais’ Sinn für Stil hier in seiner vollen Blüte“. Die Besetzung sei „ebenfalls ein Traum“. Aufgrund der Struktur des Films erhalte keiner der Darsteller „die Gelegenheit zu dominieren“. Stattdessen hätten sie „als Ensemble herrlich zusammen [gespielt], wobei Fanny Ardant, Vittorio Gassman und Geraldine Chaplin leicht herausragen“. Mit dem „richtigen Gemütszustand“ werde der Film zu „einer fesselnden Erfahrung“.

## Auszeichnungen
Bei der César-Verleihung 1984 waren Sabine Azéma in der Kategorie Beste Nebendarstellerin und Jacques Saulnier in der Kategorie Beste Szenenbild nominiert. Während sich Azéma Suzanne Flon in Ein mörderischer Sommer geschlagen geben musste, unterlag Saulnier Hilton McConnico, der den César für sein Szenenbild in Der Mond in der Gosse erhielt.

## Deutsche Fassung
Eine erste deutsche Synchronfassung entstand bei der Interopa Film in Berlin.
| Rolle              | Darsteller        | Synchronsprecher       |
| ------------------ | ----------------- | ---------------------- |
| Walter Guarini     | Vittorio Gassman  | Claus Biederstaedt     |
| Graf Michel Forbek | Ruggero Raimondi  | Jürgen Thormann        |
| Nora Winkle        | Geraldine Chaplin | Elisabeth Schwarz      |
| Livia Cerasquier   | Fanny Ardant      | Gisela Fritsch         |
| Robert Dufresne    | Pierre Arditi     | Joachim Kerzel         |
| Élisabeth Rousseau | Sabine Azéma      | Susanna Bonasewicz     |
| Georges Leroux     | Robert Manuel     | Heinz Theo Branding    |
| Claudine Obertin   | Martine Kelly     | Katja Nottke           |
| Zoltán Forbek      | Samson Fainsilber | Ernst Wilhelm Borchert |
| Nathalie Holberg   | Véronique Silver  | Bettina Schön          |